# Casabianca-Insel
Die Casabianca-Insel (französisch Îlot Casabianca) ist eine niedrige und felsige Insel im Palmer-Archipel vor der Westküste der Antarktischen Halbinsel. Sie liegt im Neumayer-Kanal 800 m nordöstlich des Damoy Point auf der Wiencke-Insel.
Teilnehmer der Vierten Französischen Antarktisexpedition (1903–1905) unter der Leitung des Polarforschers Jean-Baptiste Charcot entdeckten sie. Charcot benannte sie nach einem französischen Beamten des Naval Vessel Register.